# Ostrovo (Veliko Gradište)
Pour les articles homonymes, voir Ostrovo.
Ostrovo (en serbe cyrillique : Острово) est un village de Serbie situé dans la municipalité de Veliko Gradište, district de Braničevo. Au recensement de 2011, il comptait 262 habitants.

## Démographie

### Évolution historique de la population
| 1948 | 1953 | 1961 | 1971 | 1981 | 1991 | 2002 | 2011 |
| ---- | ---- | ---- | ---- | ---- | ---- | ---- | ---- |
| 420  | 437  | 429  | 408  | 391  | 366  | 300  | 262  |

|  |